# Villard-d'Héry
Villard-d'Héry é uma comuna francesa na região administrativa de Auvérnia-Ródano-Alpes, no departamento de Saboia. Estende-se por uma área de 4,9 km². Em 2010 a comuna tinha 269 habitantes (densidade: 54,9 hab./km²).